# Hoover (песня)
«Hoover» (с англ. — «Пылесос») — песня шведского рэпера Yung Lean, выпущенная 20 января 2016 года. Музыкальное видео было первоначально выпущено в ноябре 2015 года, а песня выпущена на цифровых носителях 20 января 2016 года в качестве продвижения предстоящего альбома Yung Lean, Warlord.

## Список композиций
| №                   | Название                                           | Продюсер            | Длительность |
| ------------------- | -------------------------------------------------- | ------------------- | ------------ |
| 1.                  | «Hoover»                                           | Yung Gud            | 2:41         |
| 2.                  | «How U Like Me Now?» (при участии Thaiboy Digital) | Yung Gud            | 4:00         |
| Общая длительность: | Общая длительность:                                | Общая длительность: | 6:41         |

## Творческая группа
- Yung Lean – Вокал
- Thaiboy Digital – Вокал на «How U Like Me Now?»

### Производство
- Yung Gud – Продюсер[3]